# アメリカン・クライム・ストーリー
『アメリカン・クライム・ストーリー』（American Crime Story）は、スコット・アレクサンダーとラリー・カラゼウスキーが企画し、両名に加えてライアン・マーフィー、ブラッド・ファルチャック、ニーナ・ジェイコブソン、ブラッド・シンプソンが製作総指揮を務めるアメリカ合衆国のトゥルー・クライム・アンソロジーテレビシリーズである。2016年2月2日よりアメリカ合衆国のケーブル局FXで放送開始された。マーフィーとファルチャックの『アメリカン・ホラー・ストーリー』と同様に各シーズンが独立したミニシリーズであり、それぞれ実在の事件を描いている。
第1シーズンはO・J・シンプソンの裁判を描いた『O・J・シンプソン事件』（The People v. O. J. Simpson）であり、ジェフリー・トゥービンの書籍『The Run of His Life: The People v. O.J. Simpson』が基となっている。
第2シーズンはアンドリュー・クナナンがデザイナーのジャンニ・ヴェルサーチを殺害した事件を描く『ヴェルサーチ暗殺』(The Assassination of Gianni Versace: American Crime Story)であり、モーリーン・オースの著書『Vulgar Favors: Andrew Cunanan, Gianni Versace, and the Largest Failed Manhunt in U. S. History』が基となっている。シリーズ発案者であるアレクサンダーとカラゼウスキーは第2シーズンには続投しない。
第3シーズンはハリケーン・カトリーナの余波に焦点が当てられ、シェリ・フィンクの著書『メモリアル病院の5日間 生か死か ハリケーンで破壊された病院に隠された真実』が主要な資料として使われる予定であった。第4シーズンはクリントン政権下で起こったモニカ・ルインスキーとビル・クリントンのセックス・スキャンダルが主題となり、トゥービンの著書『A Vast Conspiracy: The Real Story of the Sex Scandal That Nearly Brought Down a President』が基となる予定であった。だが、ハリケーン・カトリーナは白紙になり、クリントンのスキャンダル事件を描く『弾劾裁判』（Impeachment: American Crime Story）が第3シーズンに決定した 。
当初は『Katrina』が第2シーズン、『Versace』が第3シーズンとなる予定であった。しかしながら2017年6月、『Katrina』は2018年初頭まで製作が始まらず、代わって『Versace』が第2シーズンとして2018年初頭に放送されることが発表された。

## エピソード
| シーズン | シーズン | タイトル             | 話数 | 話数 | 放送期間      | 放送期間      |
| シーズン | シーズン | タイトル             | 話数 | 話数 | 初回放送      | 最終回放送    |
| -------- | -------- | -------------------- | ---- | ---- | ------------- | ------------- |
|          | 1        | O・J・シンプソン事件 | 10   | 10   | 2016年2月2日  | 2016年4月5日  |
|          | 2        | ヴェルサーチ暗殺     | 9    | 9    | 2018年1月17日 | 2018年3月14日 |

## キャストとキャラクター

### 『O・J・シンプソン事件』

#### 検事側
- クリストファー・ダーデン（英語版） - スターリング・K・ブラウン
- マーシャ・クラーク（英語版） - サラ・ポールソン
- ウィリアム・ホッジマン - クリスチャン・クレメンソン

#### 弁護団(ドリームチーム)
- ロバート・シャピロ（英語版） - ジョン・トラボルタ
- ジョニー・コクラン（英語版） - コートニー・B・ヴァンス
- F・リー・ベイリー（英語版） - ネイサン・レイン
- ロバート・カーダシアン - デヴィッド・シュワイマー
- アラン・ダーショウィッツ - エヴァン・ハンドラー
- バリー・シェック（英語版） - ロブ・モロー
- カール・E・ダグラス（英語版） - デール・ゴッドボルド（英語版）
- ショーン・チャップマン（英語版） - エンジェル・パーカー（英語版）

#### その他
- O・J・シンプソン  - キューバ・グッディング・ジュニア
- ランス・イトー（英語版）判事 - ケネス・チョイ
- ギル・ガーセッティ（英語版） - ブルース・グリーンウッド
- マーク・ファーマン（英語版）刑事 - スティーヴン・パスクール
- フレッド・ゴールドマン - ジョセフ・シラヴォ（英語版）
- ドミニク・ダン（英語版） - ロバート・モース（英語版）

#### リカーリング
| - トム・ラング刑事 - クリス・バウアー - クリス・ジェンナー - セルマ・ブレア - デニス・ブラウン - ジョーダナ・ブリュースター - フェイ・レスニック - コニー・ブリットン - ルー・ブラウン - ギャレット・M・ブラウン - ジェフリー・トゥービン - クリス・コナー - キム・ゴールドマン - ジェシカ・ブレア・ハーマン - 本人役 - ラリー・キング - リネル・シャピロ - シェリル・ラッド - ケイトー・ケリン - ビリー・マグヌッセン - フィリップ・ヴァナター刑事 - マイケル・マグレイディ - デニス・シャッツマン - レナード・ロバーツ - デイル・コクラン - キーシャ・シャープ - アル・コーリングス - マルコム＝ジャマル・ワーナー |

### 『ヴェルサーチ暗殺』

#### メイン
- アンドリュー・クナナン - ダレン・クリス
- ドナテラ・ヴェルサーチ - ペネロペ・クルス
- アントニオ・ダミコ（英語版） - リッキー・マーティン
- ジャンニ・ヴェルサーチ - エドガー・ラミレス

#### スペシャル・ゲスト
- ジェフリー・トレイル - フィン・ウィットロック

#### リカーリング
- エリザベス・コート - アナリー・アシュフォード（英語版）
- サント・ヴェルサーチ（英語版） - マックス・グリーンフィールド

## 製作

### 企画

#### 『O・J・シンプソン事件』
2014年10月7日、FXがスコット・アレクサンダーとラリー・カラゼウスキーが企画し、両名に加えて『NIP/TUCK マイアミ整形外科医』、『glee/グリー』、『アメリカン・ホラー・ストーリー』、『スクリーム・クイーンズ』の発案者であるライアン・マーフィーとブラッド・ファルチャックが製作総指揮を務める『アメリカン・クライム・ストーリー』のシーズン全10話を発注したことが報じられた。マーフィーはパイロット・エピソードの監督も務めている。またさらにニーナ・ジェイコブソンとブラッド・シンプソンも製作総指揮を務める。共同製作総指揮はアンソニー・ヘミングウェイとD・V・デヴィンセンティスが務める。当初は10話すべてをアレクサンダーとカラゼウスキーが執筆すると予想された。シリーズは当初はフォックスで企画されていたが、同社の姉妹局であるFXに移った。

#### 『Katrina』
当初第2シーズンとして発表された『Katrina』はダグラス・ブリンクリーの著書『The Great Deluge: Hurricane Katrina, New Orleans, and the Mississippi Gulf Coast』を主要な原資料として使うと言われ、アネット・ベニングがキャスリーン・ブランコ役、マシュー・ブロデリックがマイケル・D・ブラウン役、デニス・クエイドがジョージ・W・ブッシュ役にキャスティングされた。第1シーズンにも出演したキューバ・グッディング・ジュニアとコートニー・B・ヴァンスも再起用される予定であったが、原資料の変更に伴ってアンナ・ポー役のサラ・ポールソンのみが残留し、ベニング、ブロデリック、クエイドはプロジェクトから降板した。しかしながら製作側は既にキャスティングされている俳優の一部のために新しいキャラクターを用意すると述べている。だが前述のとおり、第3シーズンと第4シーズンはFXによって白紙になったと発表された。

### キャスティング
第1シーズンでは最初にキューバ・グッディング・ジュニアとサラ・ポールソンがそれぞれシンプソンとマーシャ・クラーク役にキャスティングされた。次にデヴィッド・シュワイマーがロバート・カーダシアン役にキャスティングされた。2015年1月、ジョン・トラボルタがロバート・シャピロ役で加わり、さらにプロデューサーも兼任予定であることが報じられた。2015年2月、コートニー・B・ヴァンスがジョニー・コクラン役でキャスティングされた。2015年3月、コニー・ブリットンがロバート・シャピロを演じることが発表された。2015年4月、スターリング・K・ブラウンがクリストファー・ダーデン役、ジョーダナ・ブリュースターがデニス・ブラウン、ケネス・チョイがランス・イトー判事役にキャスティングされた。2015年5月、セルマ・ブレアがクリス・カーダシアン・ジェンナーを演じることが報じれた。2015年7月、ネイサン・レインがF・リー・ベイリー役で加わった。
2017年2月、アネット・ベニングが『Katrina』のキャスリーン・ブランコ役、マシュー・ブロデリックがマイケル・D・ブラウン役にキャスティングされた。同月、エドガー・ラミレスとダレン・クリスがそれぞれ『The Assassination of Gianna Versace』のジャンニ・ヴェルサーチ役とアンドリュー・クナナン役でキャスティングされた。
マーフィーはレディー・ガガが『The Assassination of Gianni Versace』でドナテラ・ヴェルサーチを演じるという報道を否定し、その後ペネロペ・クルスが同役にキャスティングされた。2017年4月、リッキー・マーティンが『The Assassination of Gianni Versace』でヴェルサーチの長年のパートナーであったアントニオ・ダミコ役を務めることが報じられた。2017年4月28日、アナリー・アシュフォードが『The Assassination of Gianna Versace』の撮影セットで目撃された。2017年6月21日、アシュフォードの役はクナナンの高校以来の友人であるエリザベス・コートであることが『エンターテインメント・ウィークリー』を通して発表された。

### 撮影
第1シーズンの主要撮影は2015年5月14日よりカリフォルニア州ロサンゼルスで始まった。

## プロモーション
2015年10月、FXは『O・J・シンプソン事件』の最初の予告編を公開した。それは秋田犬が住宅街の中で吠え、門の中へ入るというものであった。11月、2つの新たな予告編が公開された。1本目はシンプソンが遺書を書く映像にグッディング・ジュニアの声のナレーションがつけられた。2本目はシンプソンの白いフォード・ブロンコを警察が追跡し、数十人のファンがそれを応援する映像であった。12月には全長版の予告編とポスターが公開された。予告編はキム・カーダシアンの子供部屋でシンプソンが自殺を試み、ロバート・カーダシアンがそれを止めようとするという内容だった。

## 放送
シリーズは2016年2月2日にカナダのFXで世界で初めて放送された。フィリピンでは2016年2月3日にCTで初回が放送された。インドでは2016年2月8日にSTAR・ワールド・プレミアHDで始まった。イギリスでは2016年2月15日にBBC Twoで始まった。2016年2月22日にイスラエルで初回が放送された。オーストラリアでは第1シーズンは『The People vs OJ Simpson』という題のミニシリーズとして宣伝され、ネットワーク・テンで2016年3月6日から2016年5月8日まで放送された。アイルランドではRTÉ Oneで毎週木曜の午後10時15分に放送される。
2017年2月、第1シーズンはカナダとドイツを除く全ての国々でNetflixでの視聴が可能となった。
日本においては、第1、第2シーズンがスター・チャンネルにより放送され、第1シーズンがスーパー!ドラマTVにより放送され、2022年2月28日までは第1、第2シーズンがNetflixにより配信された。

## 評価
『アメリカン・クライム・ストーリー』第1シーズンは批評家からは概ね高評価された。レビュー収集サイトのRotten Tomatoesでは64件のレビューに基づいて支持率は97%、平均点は8.6/10であり、「『アメリカン・クライム・ストーリー/O・J・シンプソン事件』は実際の物語に耐えうる最高の脚本、演出、演技をもたらし、事実をより明確にし、その途中で熱烈な反応を引き起こす」とまとめられている。Metacriticでは第1シーズンは43件の批評に基づいて加重平均値を90/100と示した。

### 視聴者数
| Season | Season                              | エピソード番号 | エピソード番号 | エピソード番号 | エピソード番号 | エピソード番号 | エピソード番号 | エピソード番号 | エピソード番号 | エピソード番号 | エピソード番号 | 平均 |
| Season | Season                              | 1              | 2              | 3              | 4              | 5              | 6              | 7              | 8              | 9              | 10             | 平均 |
| ------ | ----------------------------------- | -------------- | -------------- | -------------- | -------------- | -------------- | -------------- | -------------- | -------------- | -------------- | -------------- | ---- |
|        | The People v. O. J. Simpson         | 5.12           | 3.90           | 3.34           | 3.00           | 2.73           | 3.00           | 2.89           | 2.91           | 2.76           | 3.27           | 3.28 |
|        | The Assassination of Gianni Versace | 2.22           | 1.42           | 1.26           | 0.98           | 0.91           | 1.10           | 0.92           | 1.00           | 1.20           | N/A            | 1.22 |

### 受賞とノミネート
| 賞                                                                          | 部門                                                                                           | 候補                                                      | 結果       |
| --------------------------------------------------------------------------- | ---------------------------------------------------------------------------------------------- | --------------------------------------------------------- | ---------- |
| 批評家選出テレビ賞                                                          |                                                                                                |                                                           |            |
| エキサイティング新シリーズ賞                                                | 『アメリカン・クライム・ストーリー』                                                           | 受賞                                                      |            |
| 批評家選出テレビ賞                                                          |                                                                                                |                                                           |            |
| 映画・リミテッドシリーズ賞                                                  | 『アメリカン・クライム・ストーリー/O・J・シンプソン事件』                                      | 受賞                                                      |            |
| 主演男優賞 (映画・リミテッドシリーズ)                                       | コートニー・B・ヴァンス                                                                        | 受賞                                                      |            |
| 主演男優賞 (映画・リミテッドシリーズ)                                       | キューバ・グッディング・ジュニア                                                               | ノミネート                                                |            |
| 主演女優賞 (映画・リミテッドシリーズ)                                       | サラ・ポールソン                                                                               | 受賞                                                      |            |
| 助演男優賞 (映画・リミテッドシリーズ)                                       | スターリング・K・ブラウン                                                                      | 受賞                                                      |            |
| 助演男優賞 (映画・リミテッドシリーズ)                                       | ジョン・トラボルタ                                                                             | ノミネート                                                |            |
| BETアワード                                                                 |                                                                                                |                                                           |            |
| 男優賞                                                                      | コートニー・B・ヴァンス                                                                        | ノミネート                                                |            |
| ゴールデングローブ賞                                                        | 作品賞 (リミテッドシリーズ・テレビ映画部門)                                                    | 『アメリカン・クライム・ストーリー/O・J・シンプソン事件』 | 受賞       |
| ゴールデングローブ賞                                                        | 主演男優賞 (リミテッドシリーズ・テレビ映画部門)                                                | コートニー・B・ヴァンス                                   | ノミネート |
| ゴールデングローブ賞                                                        | 主演女優賞 (リミテッドシリーズ・テレビ映画部門)                                                | サラ・ポールソン                                          | 受賞       |
| ゴールデングローブ賞                                                        | 助演男優賞 (シリーズ・リミテッドシリーズ・テレビ映画部門)                                      | スターリング・K・ブラウン                                 | ノミネート |
| ゴールデングローブ賞                                                        | 助演男優賞 (シリーズ・リミテッドシリーズ・テレビ映画部門)                                      | ジョン・トラボルタ                                        | ノミネート |
| プライムタイム・エミー賞 (プライムタイム・クリエイティブ・アーツ・エミー賞) |                                                                                                |                                                           |            |
| 作品賞 (リミテッドシリーズ部門)                                             | 『アメリカン・クライム・ストーリー/O・J・シンプソン事件』                                      | 受賞                                                      |            |
| 主演男優賞 (リミテッドシリーズ・映画部門)                                   | コートニー・B・ヴァンス                                                                        | 受賞                                                      |            |
| 主演男優賞 (リミテッドシリーズ・映画部門)                                   | キューバ・グッディング・ジュニア                                                               | ノミネート                                                |            |
| 主演女優賞 (リミテッドシリーズ・映画部門)                                   | サラ・ポールソン                                                                               | 受賞                                                      |            |
| 助演男優賞 (リミテッドシリーズ・映画部門)                                   | スターリング・K・ブラウン                                                                      | 受賞                                                      |            |
| 助演男優賞 (リミテッドシリーズ・映画部門)                                   | デヴィッド・シュワイマー                                                                       | ノミネート                                                |            |
| 助演男優賞 (リミテッドシリーズ・映画部門)                                   | ジョン・トラボルタ                                                                             | ノミネート                                                |            |
| 監督賞 (リミテッドシリーズ・映画・ドラマティックスペシャル部門)             | ライアン・マーフィー (「被疑者O・J・シンプソン」)                                              | ノミネート                                                |            |
| 監督賞 (リミテッドシリーズ・映画・ドラマティックスペシャル部門)             | ジョン・シングルトン (「公判開始」)                                                            | ノミネート                                                |            |
| 監督賞 (リミテッドシリーズ・映画・ドラマティックスペシャル部門)             | アンソニー・ヘミングウェイ (「波乱を呼ぶテープ」)                                              | ノミネート                                                |            |
| 脚本賞 (リミテッドシリーズ・映画・ドラマティックスペシャル部門)             | スコット・アレクサンダー&ラリー・カラゼウスキー (「被疑者O・J・シンプソン」)                   | ノミネート                                                |            |
| 脚本賞 (リミテッドシリーズ・映画・ドラマティックスペシャル部門)             | ジョー・ロバート・コール (「公判開始」)                                                        | ノミネート                                                |            |
| 脚本賞 (リミテッドシリーズ・映画・ドラマティックスペシャル部門)             | D・V・デヴィンセンティス (「女性検察官の苦悩」)                                                | 受賞                                                      |            |
| キャスティング賞 (リミテッドシリーズ・映画・スペシャル部門)                 | Jeanne McCarthy、Nicole Abellera Hallman、Courtney Bright、ニコール・ダニエルズ                | 受賞                                                      |            |
| 撮影賞 (リミテッドシリーズ・映画部門)                                       | ネルソン・クレイグ (「被疑者O・J・シンプソン」)                                                | ノミネート                                                |            |
| 衣裳賞 (ピリオド/ファンタジーシリーズ・リミテッドシリーズ・映画部門)        | Hala Bahmet、Marina Ray、Elinor Bardach (「女性検察官の苦悩」)                                 | ノミネート                                                |            |
| ヘアースタイリング賞 (リミテッドシリーズ・映画部門)                         | Chris Clark、Natalie Driscoll、Shay Sanford-Fong、Katrina Chevalier                            | 受賞                                                      |            |
| 非補綴物メイクアップ賞 (リミテッドシリーズ・映画部門)                       | Eryn Krueger Mekash、Zoe Hay、Heather Plott、Deborah Huss Humphries、Luis Garcia、Becky Cotton | ノミネート                                                |            |
| シングルカメラ作品編集賞 (リミテッドシリーズ・映画部門)                     | アダム・ペン (「被疑者O・J・シンプソン」)                                                      | ノミネート                                                |            |
| シングルカメラ作品編集賞 (リミテッドシリーズ・映画部門)                     | C. Chi-Yoon Chung (「公判開始」)                                                               | 受賞                                                      |            |
| シングルカメラ作品編集賞 (リミテッドシリーズ・映画部門)                     | スチュアート・シル (「評決」)                                                                  | ノミネート                                                |            |
| 音響賞 (リミテッドシリーズ・映画部門)                                       | ダグ・アンダハム、ジョー・アール、ジョン・バウマン (「被疑者O・J・シンプソン」)                | 受賞                                                      |            |
| TCA賞                                                                       | 年間番組賞                                                                                     | 『アメリカン・クライム・ストーリー/O・J・シンプソン事件』 | 受賞       |
| TCA賞                                                                       | 映画・ミニシリーズ・スペシャル賞                                                               | 『アメリカン・クライム・ストーリー/O・J・シンプソン事件』 | 受賞       |
| TCA賞                                                                       | 個人貢献賞 (ドラマ部門)                                                                        | サラ・ポールソン                                          | 受賞       |
| TCA賞                                                                       | 個人貢献賞 (ドラマ部門)                                                                        | コートニー・B・ヴァンス                                   | ノミネート |